# Берингија (национални парк)
Национални парк Берингија (рус. Берингия) простире се у источном делу Чукотке, најсевероисточног региона Русије. Налази се на западној (тј., азијској) страни Беринговог мореуза.

## Географија и локација
Пре 11.000 година п. н. е., територија парка била је повезана копненим мостом – познатим као "Берингов копнени мост" – са Северном Америком. На источној страни мореуза, у Аљасци, постоји Национални резерват Берингов копнени мост, којим управља Служба националних паркова САД. Било је разговора између САД и Русије о спајању два парка у прекогранични "међународни парк", али још ништа није формализовано. Већина ретке популације у овим подручјима су припадници аутохтоних народа Чукчи или Јупици. Парк је проглашен за национални парк 2013. године.
Парк се простире кроз два рејона на Чукотском полуострву: Провиденија рејон на југу, и Чукотски рејон на северу. По топографији је приморска брдско-субартичка тундра. Планине су средње висине – просечно 900 m, са највишим врхом Мт. Исходнаја од 1194 m. Постоје и простране тундарске равнице. У парку влада субполарна клима (Кепенова класификација климата Dfc). Зиме су дуге и врло хладне, а лета су хладна и кратка. Јануар је најхладнији месец са просечном температуром у Анадиру од −22,6 °C, а најтоплији месец је јул са просечном температуром од +11,6 °C